# Natal'ja Bondarčuk

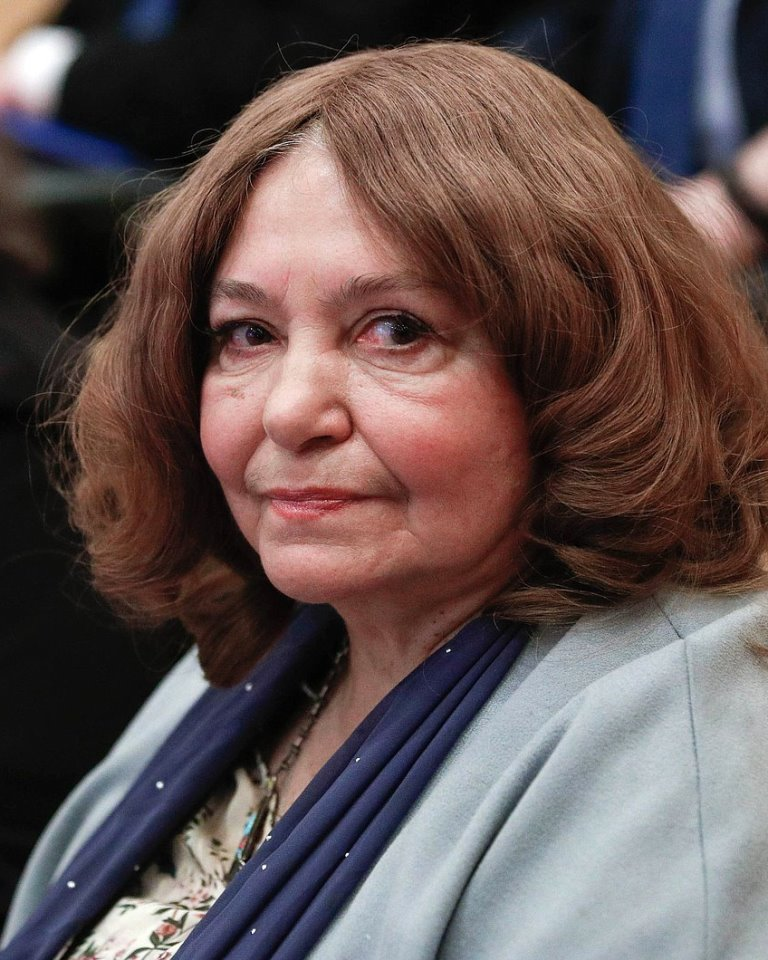
Natal'ja Bondarčuk

Natal'ja Sergeevna Bondarčuk (in russo Наталья Сергеевна Бондарчук?; Mosca, 10 maggio 1950) è un'attrice e regista russa, fino al 1990 sovietica, nota per la sua interpretazione di Hari nel film Solaris di Andrej Tarkovskij.

## Biografia
Natal'ja Bondarčuk è nata a Mosca nel 1950, figlia del regista sovietico Sergej Fëdorovič Bondarčuk. Nel 1971 si diploma nell'Istituto di cinematografia Gerasimov, e nel 1975 nella scuola di regia. Ha debuttato nel 1969 con il film U ozera (Vicino al lago), seguito dalla pellicola del 1971 Tu e io (Ty i ya) e Prišёl soldat s fronta (Un soldato ritorna dal fronte). È diventata famosa grazie al film Solaris di Andrej Tarkovskij del 1972, dove interpreta il ruolo di “Hari”, una replicante creata dall'oceano pensante di Solaris nelle forme della moglie (morta anni prima) del protagonista Kris.
Nel 1973 ha incontrato il futuro marito Nikolaj Burljaev sul set del film Kak zakaljalas stal (Come l'acciaio era temperato). I due poi rinunciarono al ruolo nel film, e nel 1976 nacque il loro figlio Ivan Burljaev, oggi musicista e compositore. Nel 1982 ha diretto il suo primo film, Živaja raduga (Arcobaleno vivente). Il film fu prodotto a Jalta. Nel 1985 ha diretto Detstvo Bambi (L'infanzia di Bambi), e nel 1986 Junost' Bambi (La giovinezza di Bambi). Natal'ja Bondarčuk ha diretto anche un'opera teatrale su Krasnaja Presnja a Mosca. 

## Filmografia parziale

### Attrice
- U ozera, regia di Sergej Apollinarievič Gerasimov (1970)
- Tu e io (Ty i ya), regia di Larisa Šepit'ko (1971)
- Prišёl soldat s fronta, regia di Nikolaj Nikolaevič Gubenko (1972)
- Solaris (Solyaris), regia di Andrej Tarkovskij (1972)
- Ispolnenie želanij, regia di Svetlana Družinina (1974)
- Nebo so mnoj, regia di Valerij Jakovlevič Lonskoj (1974)
- Una stella di affascinante felicità (Zvezda plenitelnogo schastya), regia di Vladimir Jakovlevič Motyl' (1975)
- Krasnoe i chernoe, regia di Sergej Apollinarievič Gerasimov (1976)
- V načale slavnych del, regia di Sergej Apollinarievič Gerasimov (1980)
- Junost' Petra, regia di Sergej Apollinarievič Gerasimov (1980)
- Vasilij i Vasilisa, regia di Irina Ivanovna Poplavskaja (1981)
- Zhivaya raduga, regia di Natal'ja Bondarčuk (1983)
- Detstvo Bembi, regia di Natal'ja Bondarčuk (1985)
- Lermontov, regia di Nikolaj Burljaev (1986)
- Junost' Bembi, regia di Natal'ja Bondarčuk (1987)
- Gospodi, uslysh molitvu moyu, regia di Natal'ja Bondarčuk (1991)
- Tayna snezhnoy korolevy, regia di Natal'ja Bondarčuk (2015)

### Regista
- Pošechonskaja starina (1975)
- Zhivaya raduga (1983)
- Detstvo Bembi (1985)
- Junost' Bambi (1987)
- Gospodi, uslysh molitvu moyu (1991)
- Puškin. Poslednjaja duėl' (2006)
- Gogol. Blizhayshiy (2006)
- Tayna snezhnoy korolevy (2015)